# Andahuaylas
A cidade peruana de Andahuaylas é a capital da Província de Andahuaylas, situada no Departamento de Apurímac, pertencente a Região de Apurímac, Peru.